# Velilla de la Reina
Velilla de la Reina es una localidad del municipio de Cimanes del Tejar, en la provincia de León, Comunidad Autónoma de Castilla y León (España).

## Situación

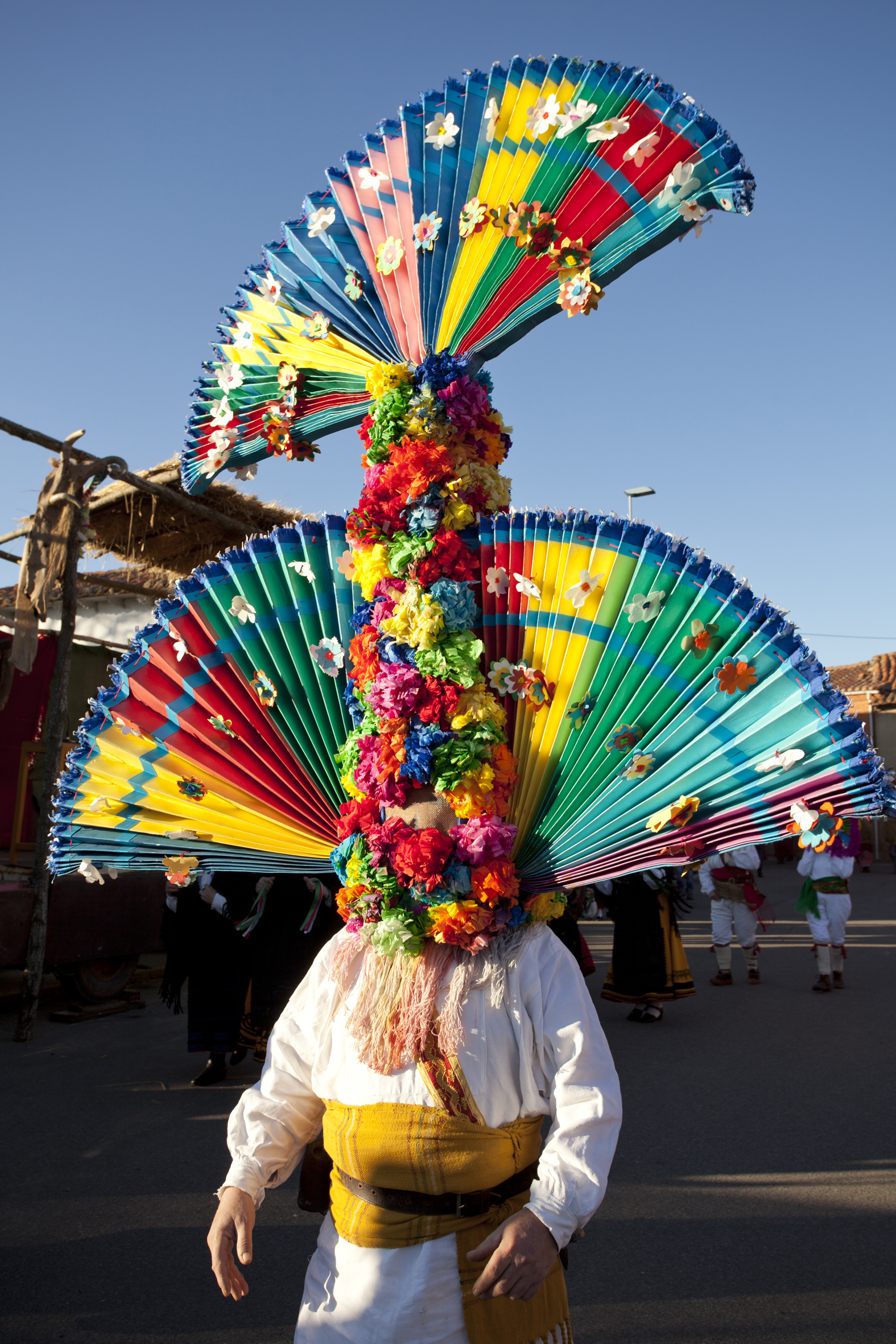
Antruejo de Velilla de la Reina

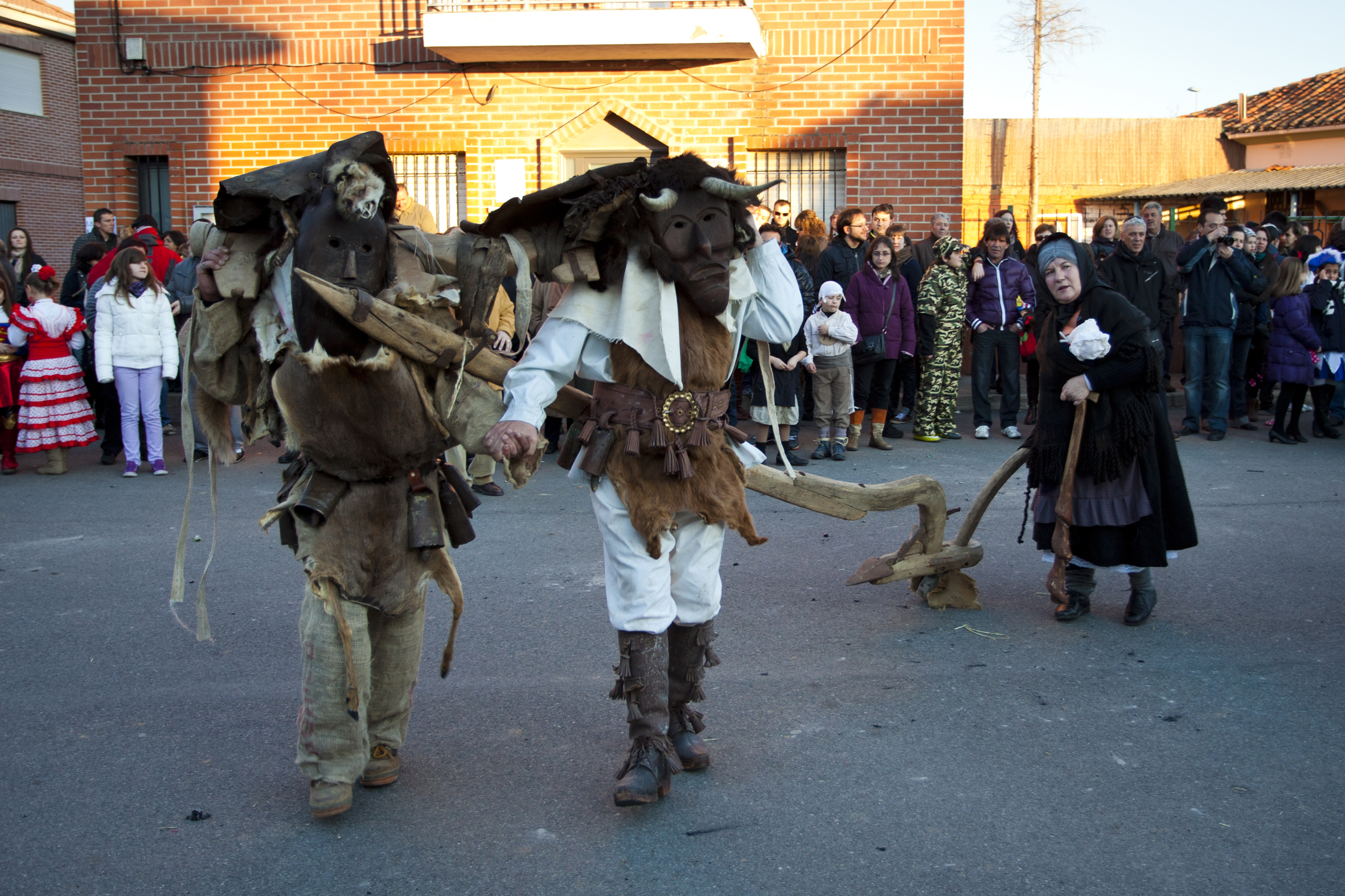
Antruejo de Velilla de la Reina

Confina al NO con Villanueva de Carrizo, al O con Alcoba de la Ribera, al SO con Celadilla del Páramo y al SE con Villadangos del Páramo.

## Demografía
Evolución de la población
| Gráfica de evolución demográfica de Velilla de la Reina entre 2000 y 2021 |
|                                                                           |
| Población de derecho (2000-2017) según el padrón municipal del INE        |